# Togoperla perpicta
Togoperla perpicta és una espècie d'insecte plecòpter pertanyent a la família dels pèrlids.

## Descripció
- Els adults són, generalment, de color marró i presenten una pigmentació fosca a la zona dels ocels que tenen al cap, el pronot marró i les potes amb franges.
- Les ales anteriors dels mascles fan entre 18 i 21 mm de llargària i les femelles entre 24 i 27.[5]

## Reproducció
Els ous són ovals i fan 0,53 mm de llargada i 0,39 d'amplada.

## Distribució geogràfica
Es troba a la Xina (incloent-hi Hong Kong) i el Vietnam.